# Party for Everybody
Party for Everybody (с англ. — «Вечеринка для всех») — песня, с которой музыкальный коллектив «Бурановские бабушки» представлял Россию на конкурсе песни «Евровидение» в 2012 году в Баку.
Песня стала победителем отборочного тура 2012 года, который состоялся 7 марта 2012 года в Москве. По итогам пропорционального сложения результатов зрительского и судейского голосования группа получила 38,51 балла, опередив своего ближайшего соперника — дуэт Димы Билана и Юлии Волковой с их песней «Back to Her Future» — на 9,26 балла.
22 мая 2012 песня успешно прошла в финал конкурса Евровидение 2012, а 26 мая по результатам голосования заняла второе место.

## Создание
Слова песни на удмуртском языке, по признанию участниц коллектива, написала художественный руководитель «бабушек» Ольга Туктарева, тогда как автором англоязычной части стала известная британская поэтесса Мэри Сьюзен Эпплгейт, сотрудничавшая, в частности, с Modern Talking и Кайли Миноуг. «Я не буду даже называть имя автора, не выговорю, она не русская», — поделилась с корреспондентом «Комсомольской правды» художественный руководитель «Бурановских бабушек» Ольга Туктарева. Музыку к «Party for Everybody» написал известный композитор Виктор Дробыш и Тимофей Леонтьев. Примечательно, что удмуртские и английские слова композиции писались отдельно: когда «Бурановские бабушки» приехали на студию с написанным ими текстом, англоязычный вариант тоже был уже готов. Когда участницам ансамбля перевели его слова, те, по свидетельству Туктаревой, обнаружили их удивительное совпадение с тем, что привезли они:
Мы поём о том, что затопили печку, замесили тесто, застелили скатерть белую и ждем своих детей домой. И говорим, что приехали домой дети наши, будем веселиться и танцевать.
Учить английские слова, как следует из интервью «Бурановских бабушек», им было совершенно несложно.

## Евровидение 2012
Мнения российских музыкальных продюсеров и критиков по поводу шансов песни и коллектива в целом на победу разделились. Так, Артур Гаспарян сообщил журналистам, что Европа может воспринять «Бурановских бабушек» как «музыкальный аттракцион», вследствие чего их «шанс на победу минимальный», а Иосиф Пригожин, несмотря на отсутствие уверенности в лидерстве «Бурановских бабушек» на конкурсе, подчеркнул их оригинальность и индивидуальность. Игорь Крутой, напротив, назвал участниц ансамбля «великолепными» и сказал, что «не удивится, если они выиграют и Евровидение в целом». Российский музыкальный критик Гуру Кен, назвав группу «феноменом», высоко оценил шансы «Бурановских бабушек» на победу, поскольку они «попадают сразу в несколько условных „форматов“ Еврофеста — и как очевидные фрики, и как треш-поп, и как народники», а также отметил среди плюсов несвойственную для российской эстрады искренность. Катерина Гечмен-Вальдек, продюсер Алексея Воробьёва, участвовавшего в Евровидении-2011, назвала выбор жюри и зрителей единственно правильным, однако оценивать шансы группы на победу не стала, сославшись на распространённое мнение о политическом значении конкурса. Рок-журналист Артемий Троицкий, известный своим прохладным отношением к конкурсу «Евровидение», также положительно отозвался о победе группы. «„Бурановские бабушки“ — это прекрасно!» — сказал он в интервью Радио «Свобода», но добавив, что это «скорее, жест отчаяния, поскольку российская попса настолько чудовищна, настолько беспросветна и неконкурентоспособна, что, я думаю, и эксперты, которые голосовали на этом национальном финале, и зрители, провели, так сказать, голосование протеста, голосование против попсы, а не за этническую музыку». Положительно отзывались о победе «Бурановских бабушек» многие российские артисты и общественные деятели, среди них певицы Анна Седокова, Таня Терёшина, певцы Валерий Меладзе и украинский певец Иван Дорн, группа «Марсель», помощник президента Российской Федерации Аркадий Дворкович, телеведущая Виктория Лопырёва, а также основные конкуренты группы по отборочному туру — Тимати, Дима Билан и Юлия Волкова.

## Позиции в чартах
| Чарт (2012)                            | Наивысшая позиция |
| -------------------------------------- | ----------------- |
| Австрия (Ö3 Austria Top 40)            | 38                |
| Бельгия/Фландрия (Ultratop 50)         | 37                |
| Великобритания Official Charts Company | 159               |
| Германия (GfK)                         | 44                |
| Ирландия (IRMA)                        | 61                |
| Россия (2M)                            | 1                 |
| Россия (Tophit)                        | 83                |
| Швеция (Sverigetopplistan)             | 43                |

## Факты
- Песня была темой к заставке музыкального шоу «Битва хоров», выходившего на телеканале «Россия-1» в 2012—2013 годах и саундтреком к российской версии детективного сериала «Майор и магия» в 2017 году.